# Velemín
Velemín (deutsch Wellemin, auch Welemin, im 18. Jh. Welmina) ist eine Gemeinde in Tschechien. Das Dorf liegt sieben Kilometer nordwestlich von Lovosice und gehört zum nordböhmischen Okres Litoměřice.

## Geographie
Velemín befindet sich im linkselbischen Böhmischen Mittelgebirge. Das Dorf wird vom Milešovský potok (Milleschauer Bach), einem Nebenfluss der Elbe, durchflossen. Südwestlich erhebt sich der Ostrý (Scharfenstein).
Nachbarorte sind Bílý Újezd im Norden, Chotiměř und Oparno im Osten, Březno im Süden sowie Milešov im Westen.

### Verkehr
Durch den Ort führt die Staatsstraße I/8. Bis zur Fertigstellung der Autobahn D8 Ende 2014 ist diese Teil der Europastraße 55, deren starkes Verkehrsaufkommen im Transitverkehr dem Ort besonders seit 1990 erhebliche Beeinträchtigungen der Lebensqualität, aber auch Umsätze in der Gastronomie einbrachten. Östlich des Ortes besteht mit dem Haltepunkt Chotiměř Zugang zur Bahnstrecke Lovosice–Teplice der nordböhmischen Transversalbahn.

## Geschichte
Die erste schriftliche Erwähnung von Wellemin datiert auf 1227. Eine gotische Burg mit Wassergraben aus dem 14. Jahrhundert bestand im Nordosten des Ortes. Die Hälfte des Dorfs (später der gesamte Ort) Velemín gehörten der Adelsfamilie Kaplíř ze Sulevic, welche den Ort um 1480 an Jindřich Vencelík z Vrchovišť verkauften. Vorher gehörte die zweite Hälfte des Dorfs dem Kloster St. Georg auf der Prager Burg. Bereits 1508 gilt die Burg als wüst.

## Gemeindegliederung
Die Gemeinde Velemín besteht aus den Ortsteilen Bílinka (Bilinka), Bílý Újezd (Weißaujezd), Boreč (Boretz), Březno (Priesen), Dobkovičky (Dubkowitz), Hrušovka (Ruscholka), Kletečná (Kletschen), Milešov (Milleschau), Oparno (Wopparn), Režný Újezd (Rezny Aujezd) und Velemín (Welemin). Grundsiedlungseinheiten sind Bílinka, Bílý Újezd, Boreč, Březno, Dobkovičky, Hrušovka, Kletečná, Milešov, Oparno, Páleč (Palitsch), Režný Újezd, Velemín I und Velemín II. Zu Velemín gehören außerdem die Ortslagen Mlýnce (Leinitz) und Zbožná (Boschney).
Das Gemeindegebiet gliedert sich in die Katastralbezirke Bílý Újezd, Boreč u Lovosic, Březno, Dobkovičky, Kletečná, Milešov u Lovosic, Oparno, Páleč u Milešova und Velemín.

## Sehenswürdigkeiten
- Kirche St. Martin
- Schlossruine (1. Hälfte des 18. Jahrhunderts)
- Ecce-homo-Statue